# 忘了我是女人
《忘了我是女人》是台灣女歌手林慧萍的第二十五張個人專輯，由點將唱片於1996年12月20日發行。此專輯收錄多首風格多元的歌曲，其中包括林慧萍親自參與詞曲創作的作品，展現她在音樂創作上的才華。
值得一提的是，專輯中也收錄了林慧萍首度演唱的日語歌曲〈NECESSARY〉，展現她嘗試跨語種演繹的音樂挑戰。
主打歌〈忘了我是女人〉的音樂錄影帶則特別邀請知名製作人柴智屏與林慧萍共同演出，為歌曲注入戲劇張力與話題性，成為當時歌壇的焦點之一。

## 專輯簡介
〈忘了我是女人〉訴說在長期壓抑與付出中，女性逐漸遺忘自我、渴望重新找回內心感受的過程。
延續林慧萍一貫細膩柔美的聲線與情感表達，以成熟自省的視角探討女性在愛情與生活中的掙扎與成長。整張專輯氛圍如冬日午後放晴的天氣，陽光傾斜的角度恰好吻上桌上瓶中的玫瑰，溫暖卻帶著淡淡的孤寂，象徵一種靜謐卻不失力量的女性情感。林慧萍透過音樂，描繪出在歲月中仍保有純粹心靈的動人風景。
咖啡正香  女人在微笑   林慧萍唱新歌

林慧萍 96／97跨年最新生活寫真大碟

給新好女人的有氧情歌   保養心情  活化愛細胞

忘了我是女人／認真的女人   等待已久的認真好歌

貪圖／一首絕無廉價類首的分手情歌   讓妳的耳朵如釋重負

當初我怎麼會不懂／林慧萍歌詞創作曲   幽幽心聲俱在字裡行間

這樣才公平／以色列古典民謠風格翻唱曲   異國風味耳目一新

NECESSARY／林慧萍第一首日文歌曲  日語發聲彌足珍貴

愛自己的女人最幸福

## 專輯曲目
| 曲序 | 曲名             | 作詞     | 作曲          | 編曲   | 製作人 | 長度 | 備註                                                      |
| 01   | 忘了我是女人     | 林秋離   | 熊美玲        | 鍾興民 | 黃慶元 | 3:31 |                                                           |
| 02   | 好心情           | 姚謙     | 久石讓        | 嚴志宏 | 黃慶元 | 5:13 |                                                           |
| 03   | 這樣才公平       | 姚謙     | 以色列        | 鍾興民 | 黃慶元 | 4:03 |                                                           |
| 04   | 貪圖             | 李姚     | 劉成華        | 屠穎   | 黃慶元 | 4:06 |                                                           |
| 05   | NECESSARY        | 夏野芹子 | 大內義昭      | 屠穎   | 黃慶元 | 5:04 | 歌詞中譯：林玉玲。原唱為中森明菜1995年「Necessary」之曲。 |
| 06   | 當初我怎麼會不懂 | 林慧萍   | 陳耀川        | 孫崇偉 | 黃慶元 | 4:43 |                                                           |
| 07   | 從不在乎         | 林慧萍   | 林慧萍        | 王豫民 | 黃慶元 | 4:18 |                                                           |
| 08   | 想去兜風         | 姚若龍   | 黃麗星&洪晟文 | 洪晟文 | 黃慶元 | 4:18 |                                                           |
| 09   | 從不屬於我       | 林慧萍   | 林慧萍        | 屠穎   | 黃慶元 | 4:13 |                                                           |
| 10   | 給男人的搖籃曲   | 何啟弘   | 玉置浩二      | 倪方來 | 黃慶元 | 4:10 |                                                           |

## 專輯版本
- 卡帶
  - 1996年12月20日點將唱片發行
- CD
  - 1996年12月20日點將唱片發行
  - 2007年11月20日科藝百代再版重新發行